# Minerale aus den Sammlungen der Bergakademie Freiberg
Minerale aus den Sammlungen der Bergakademie Freiberg ist der Titel einer kleinen Briefmarkenserie, die in den Jahren 1969, 1972 und 1974 von der Deutschen Post der DDR ausgegeben wurde. Alle achtzehn Marken wurden von Lothar Grünewald entworfen.

## Liste der Ausgaben und Motive
Legende
- Bild: Eine bearbeitete Abbildung der genannten Marke. Das Verhältnis der Größe der Briefmarken zueinander ist in diesem Artikel annähernd maßstabsgerecht dargestellt. Sollten keine Marken abgebildet sein, liegt es daran, dass das Urheberrecht des Künstlers noch nicht erloschen ist.
- Beschreibung: Eine Kurzbeschreibung des Motivs und/oder des Ausgabegrundes. Bei ausgegebenen Serien oder Blocks werden die zusammengehörigen Beschreibungen mit einer Markierung versehen eingerückt.
- Wert: Der Frankaturwert der einzelnen Marke in Pfennig. Ein „+“ bedeutet, dass es sich um eine Zuschlagsmarke handelt (= Frankaturwert + Spende).
- Ausgabedatum: Das Datum des erstmaligen Verkaufs dieser Briefmarke.
- Auflage: Soweit bekannt, wird hier die zum Verkauf angebotene Anzahl dieser Ausgabe angegeben.
- Entwurf: Soweit bekannt, wird hier angegeben, von wem der Entwurf dieser Marke stammt.
- Mi.-Nr.: Diese Briefmarke wird im Michel-Katalog unter der entsprechenden Nummer gelistet.

| Bild | Beschreibung                                                                                                | Wert | Ausgabe- datum    | Auflage    | Entwurf          | Mi.-Nr. |
|      | Minerale aus den Sammlungen der Bergakademie Freiberg (I) - Erythrin (Kobaltblüte), Schneeberg (Erzgebirge) | 5    | 21. Mai 1969      | 8.000.000  | Lothar Grünewald | 1468    |
|      | - Fluorit (Flussspat), Halsbrücke (Erzgebirge)                                                              | 10   | 21. Mai 1969      | 13.000.000 | Lothar Grünewald | 1469    |
|      | - Galenit (Bleiglanz), Neudorf (Harz)                                                                       | 15   | 21. Mai 1969      | 4.500.000  | Lothar Grünewald | 1470    |
|      | - Rauchquarz, Lichtenberg (Thüringen)                                                                       | 20   | 21. Mai 1969      | 12.000.000 | Lothar Grünewald | 1471    |
|      | - Calcit (Kalkspat), Niederrabenstein (Erzgebirge)                                                          | 25   | 21. Mai 1969      | 1.700.000  | Lothar Grünewald | 1472    |
|      | - Silber aus Brand bei Freiberg, Grube Himmelsfürst                                                         | 50   | 21. Mai 1969      | 3.500.000  | Lothar Grünewald | 1473    |
|      | Minerale aus den Sammlungen der Bergakademie Freiberg (II) - Gips aus der Mansfelder Mulde bei Eisleben     | 5    | 22. Februar 1972  | 6.000.000  | Lothar Grünewald | 1737    |
|      | - Rauchquarz auf Zinnwaldit, Zinnwald (Erzgebirge)                                                          | 10   | 22. Februar 1972  | 10.200.000 | Lothar Grünewald | 1738    |
|      | - Malachit auf Limonit, Ullersreuth, (Vogtland)                                                             | 20   | 22. Februar 1972  | 10.200.000 | Lothar Grünewald | 1739    |
|      | - Amethyst, Wiesenbad (Erzgebirge)                                                                          | 25   | 22. Februar 1972  | 5.100.000  | Lothar Grünewald | 1740    |
|      | - Halit, blau mit Sylvin aus Merkers (Rhön)                                                                 | 35   | 22. Februar 1972  | 6.000.000  | Lothar Grünewald | 1741    |
|      | - Proustit, Schneeberg (Erzgebirge)                                                                         | 50   | 22. Februar 1972  | 1.920.000  | Lothar Grünewald | 1742    |
|      | Minerale aus den Sammlungen der Bergakademie Freiberg (III) - Bandjaspis, Gnandstein (Sachsen)              | 10   | 17. Dezember 1974 | 15.000.000 | Lothar Grünewald | 2006    |
|      | - Rauchquarz, Pechtelsgrün (Vogtland)                                                                       | 15   | 17. Dezember 1974 | 6.000.000  | Lothar Grünewald | 2007    |
|      | - Topas, Schneckenstein (Vogtland)                                                                          | 20   | 17. Dezember 1974 | 12.000.000 | Lothar Grünewald | 2008    |
|      | - Amethyst mit Quarz, Geyer (Erzgebirge)                                                                    | 25   | 17. Dezember 1974 | 3.500.000  | Lothar Grünewald | 2009    |
|      | - Aquamarin, Irfersgrün (Vogtland)                                                                          | 35   | 17. Dezember 1974 | 3.500.000  | Lothar Grünewald | 2010    |
|      | - Achat im Porphyr, Sankt Egidien (Sachsen)                                                                 | 70   | 17. Dezember 1974 | 2.000.000  | Lothar Grünewald | 2011    |